# Adlair Aviation

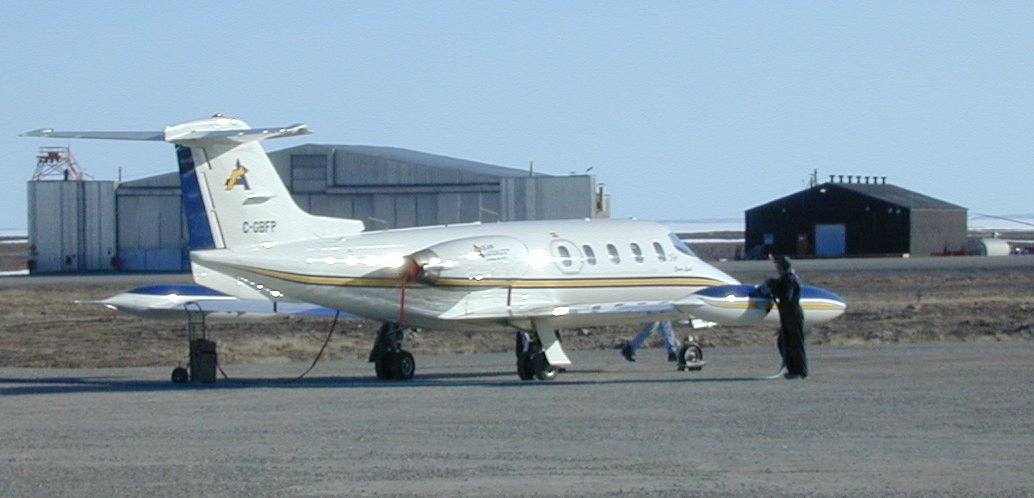
Learjet 25B авіакомпанії Adlair Aviation

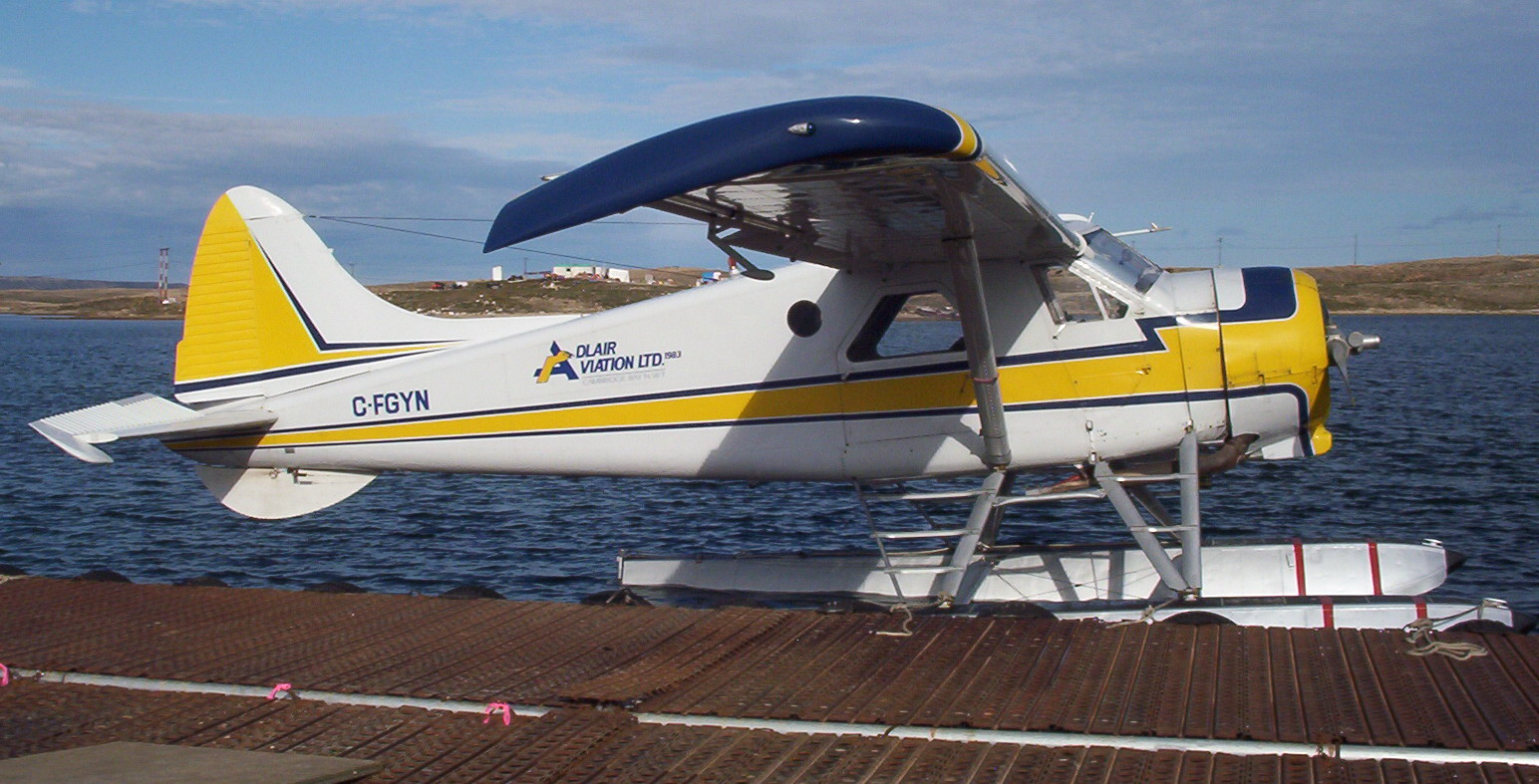
Літак DHC Beaver авіакомпанії Adlair Aviation

Adlair Aviation — приватна чартерна авіакомпанія Канади зі штаб-квартирою в місті Кеймбрідж-Бей (Нунавут).
Компанія була заснована в 1983 році одним з пілотом полярної авіації Уїллом Лазеричем. Порт приписки Adlair Aviation — Аеропорт Йеллоунайф, Північно-Західні території.

## Діяльність
Авіакомпанія Adlair Aviation забезпечує роботу медичної авіації в районі Кітікмеот території Нунавут, функціональну частину роботи при цьому виконує канадська компанія Medflight, очолювана кавалером ордена Канади Патріцією О'Коннор.
Adlair Aviation також працює в наданні таких послуг:
- чартерні перевезення;
- доставка палива в важкодоступні райони;
- чартерні рейси на водойми для рибалок;
- чартерні рейси для сплавом на каное і каяках;
- забезпечення тимчасових стоянок у важкодоступних районах;
- постачання віддалених поселень.

## Флот
Станом на серпень 2009 року повітряний флот авіакомпанії Adlair Aviation складався з шести літаків:
- три Beechcraft Super King Airs (один — модель B200 і два літаки моделі 200);
- два літаки виробництва фірми de Havilland (DHC-2 Beaver і DHC-6 Twin Otter):
- єдиний в парку компанії реактивний літак Learjet 25B.

## Авіаподії і нещасні випадки
15 квітня 2009 року чартерний рейс з Йеллоунайф в Кеймбрідж-Бей, літак Beechcraft Super King Air. В 180 кілометрах від аеропорту призначення на висоті 7000 метрів один з двох пасажирів, двадцятирічний чоловік відкрив двері літака і вистрибнув назовні. Лайнер приземлився в аеропорту Кеймбрідж-Бей з заклинившими відкритими дверима, пілот і другий пасажир при цьому не постраждали. У поточний час ведеться розслідування обставин інциденту.